# Тоату, Теуеа
Теуеа Тоату (кириб. Teuea Toatu) — кирибатский политический деятель. Вице-президент Кирибати с 19 июня 2019 года. Министр финансов и экономического развития в Кабинете министров Кирибати с 15 марта 2016 года. Является одним из трёх членов Палаты собрания, представляющих округ Абаианг.

## Биография
В 1980 году Тоату получил степень бакалавра в области бухгалтерского учёта и экономики Южно-Тихоокеанского университета, а в 1984 году получил сертификат по вычислительной технике в Университете Восточной Англии. Впоследствии он получил степень магистра в Университете Стратклайда и докторскую степень в Австралийском национальном университете.
19 июня 2019 года Тоату был назначен вице-президентом Кирибати, при этом сохранив должность министра финансов и экономического развития.
В июле 2020 года в связи с переизбранием президента Танети Маамау в составе Кабинета министров Кирибати был приведён к присяге.